# Bogdán

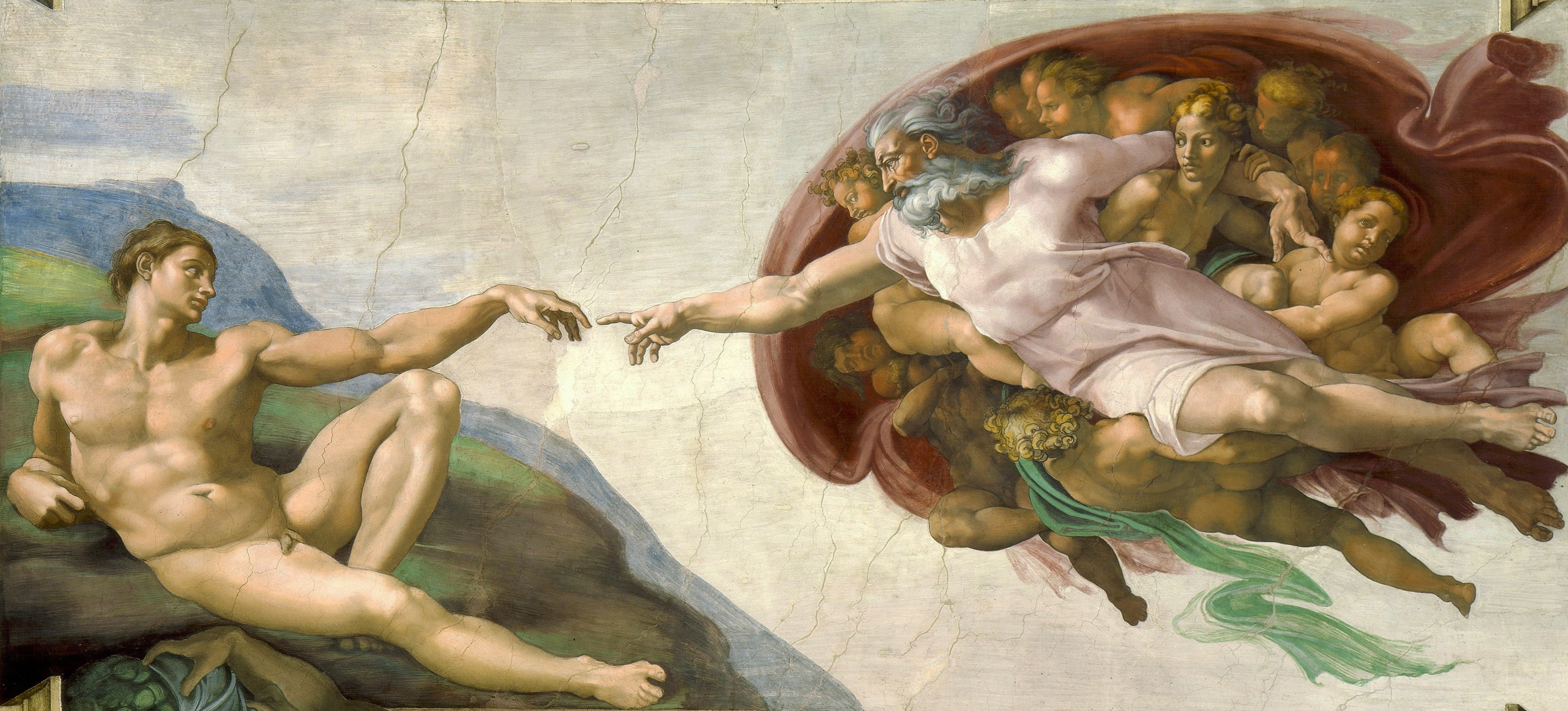
La Creación de Adán.

Bogdán o Bohdán es un nombre propio masculino de origen eslavo, su significado "regalo de Dios". Aparece en todos los países eslavos, así como en Rumania y Moldavia. Deriva de las palabras eslavas Bog/Boh (cirílico: Бог), que significa "Dios", y dan (cirílico: дан), que significa "dado". El nombre parece ser un calco del griego Teodoro (Teodoto, Teodosio) con el mismo significado. También se utiliza como apellido.

## Variaciones
El cambio de sonido de la "g" a la "h" se produjo en los idiomas ucraniano, bielorruso, checo y eslovaco (de ahí Bohdán). Aunque este cambio de sonido no se produjo en el idioma polaco, en Polonia se puede utilizar tanto Bogdan como Bohdan (la lengua polaca emplea el alfabeto latino y por ende, los nombres en polaco carecen de acento ortográfico).
Las variantes eslavatas incluyen el búlgaro y el serbocroata Božidar (Божидар) y el polaco Bożydar, mientras que las formas diminutivas y los apodos incluyen Boguś, Bodya, Boca, Boci, Boća, Boša, Bogi.[cita requerida] La forma femenina es Bogdana o Bohdana, con variantes como Bogdanka.
Nombres con significados similares son el griego Theodore, el árabe Ataulla, los procedentes del hebreo Nataniel, Jonatán y Matías, el latín Deodatus y el francés Dieudonné.

## Personajes
- Bogdan I de Moldavia, es la segunda figura de fundador del Principado de Moldavia.
- Bogdan Borusewicz, un político polaco, presidente de Senat desde 2005.
- Bogdan Filov, un político, con ideas propias de la extrema derecha, que fue primer ministro de Bulgaria.
- Bogdán Jmelnitski, fue un Atamán de los Cosacos de Zaporozhia en el Hetmanato Cosaco.
- Bogdan Lobonț, un futbolista rumano.
- Bogdan Tanjević, un entrenador de baloncesto montenegrino.